# Soccer Manager 2020
 je besplatna mobilna igrica koja svojim igračima nudi iskustvo u vođenju fudbalskih klubova iz celog sveta. Igrica nudi mogućnost igranja na 12 različitih jezika. Proizvodjač ove igrice je Soccer Manager Ltd. U igrici je u ponudi preko 800 fundbalskih klubova iz 33 zemlje i sa 4 kontinenta. Igrica SM20 je puštena u promet 01.08.2019 na svim mobilnim platformama